# Anatoli Krikun
Anatoli „Kriks“ Krikun (* 24. März 1948 in Tartu) ist ein ehemaliger sowjetischer Basketballspieler und -trainer estnischer Herkunft. Er war 1968 olympischer Medaillengewinner.

## Sportliche Leistung
Anatoli Krikun war für Kalev Tartu aktiv. Von 1967 bis 1973 gehörte er der Basketballnationalmannschaft der UdSSR an und gewann bei den Olympischen Sommerspielen 1968 in Mexiko-Stadt mit seinem Team die Bronzemedaille. 1967 wurde Krikun Europameister und 1970 Sieger bei der Universiade. Bei der Basketball-Weltmeisterschaft 1970 errang er mit der Sowjetunion Bronze. Nach seiner aktiven Karriere arbeitete Krikun als Basketball-Trainer.